# Фок (вітрило)

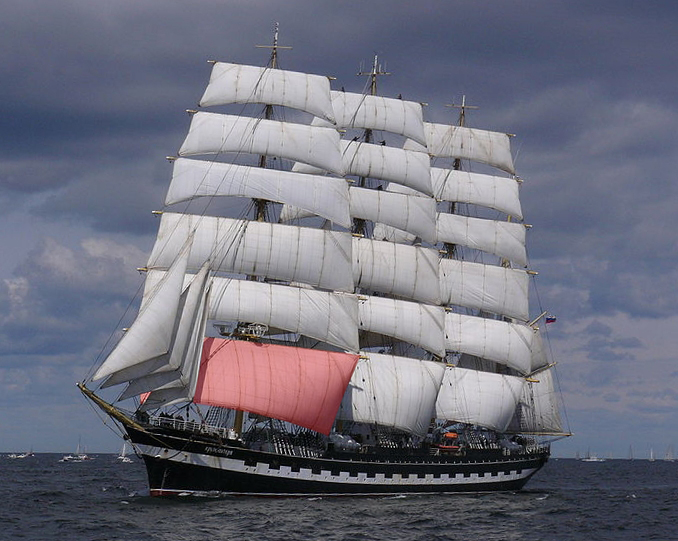
Фок барка «Крузенштерн» (виділено червоним).

Фок (від нід. fok, не зовсім ясного походження) — переднє найнижче вітрило на вітрильному судні. На суднах з прямим вітрильним озброєнням фок — найнижче вітрило на фок-щоглі, встановлюється на фока-реї, яка підіймається фока-гарделем. На суднах з косим озброєнням — латинське, гафельне або бермудське вітрило на фок-щоглі. На однощоглових суднах — трикутне вітрило, що ходить по штагу (зараз частіше називається стакселем).
Окрім того, існує ще розрізний фок — рейкове вітрило, розрізане вздовж біля щогли; задня його частина називається власно фоком, передня — клівером; підіймаються обидві частини одним фалом. Штормовий фок має форму рівнобедреного трикутника.

## Історія

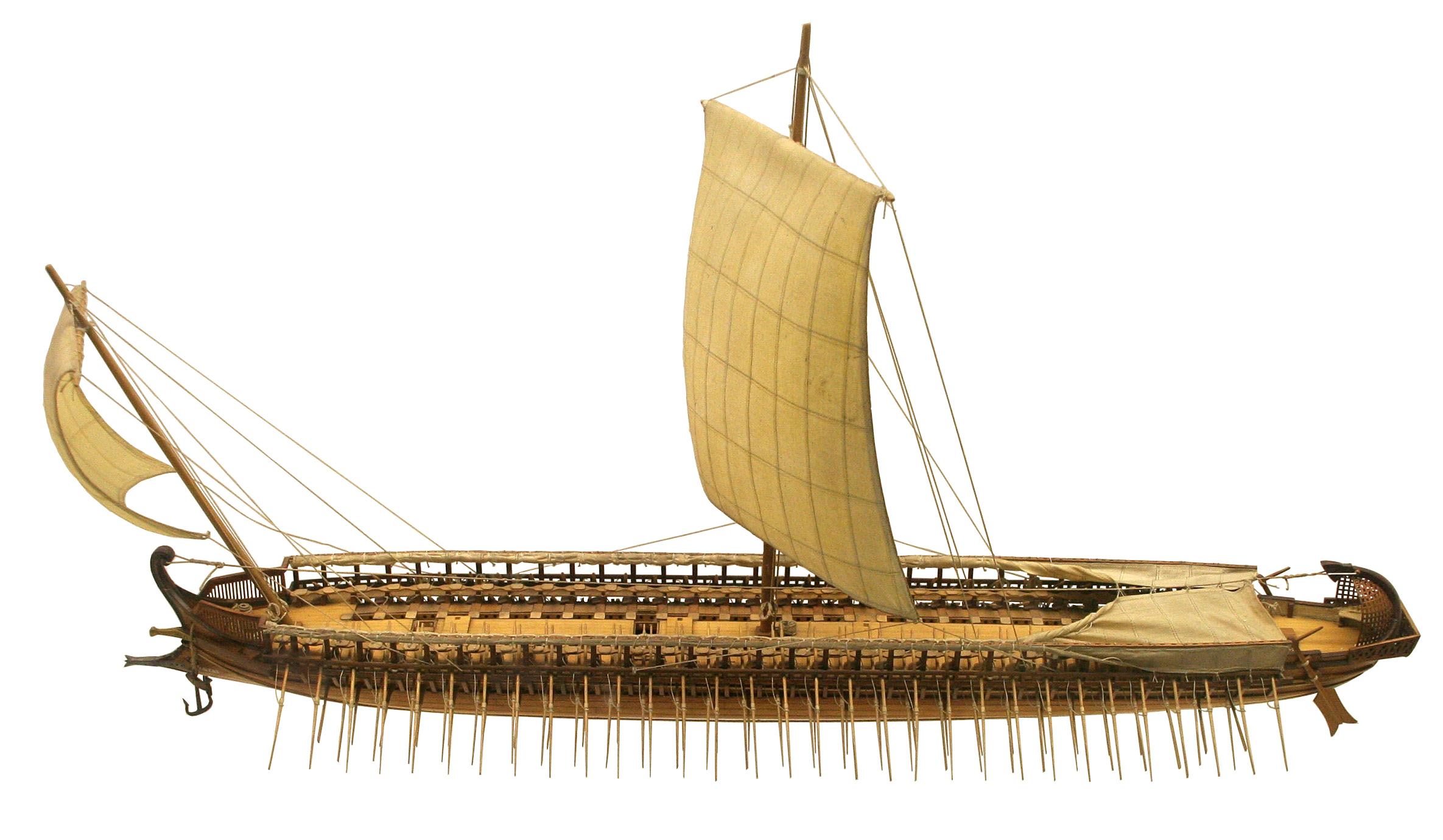
Модель давньогрецької трієри з носовим вітрилом-«артемоном».

Найраніший засвідчений вжиток фока належить до середини VII століття до н. е.: на датованій цим періодом етруській піксиді з Цере присутнє зображення морської битви двох кораблів, один з яких має розпущене переднє вітрило. Двощоглове торгове судно із досить великим вітрилом на злегка нахиленій передній щоглі зображене на етруському похованні 475—450 рр. до н. е. Переднє вітрило (дав.-гр. ᾰ̓ρτέμων, «артемон») зображене на одному з коринфських кратерів, датованому вже кінцем VI ст. до н. е., але на інших зображеннях великих давньогрецьких кораблів VIII—V століть воно відсутнє. Носове вітрило було звичайним на римських кораблях, де очевидно, використовувалося радше для керування рухом, ніж як рушій. Вітрило було невеликого розміру, а носова похила щогла робила його більш схожим на блінд. Існування фоків підтверджується знахідками решток кораблів, де гнізда щогл розташовані надто близько до носа, щоб бути гніздами грот-щогли. Вітрило артемон, разом з гротом і марселем, стало стандартним вітрильним озброєнням морських суден у Римській імперії, на великих вантажних суднах до них додавалася ще й бізань. Протягом доби Античності і фок, і бізань залишалися другорядними вітрилами з погляду їхнього розміру, але були досить великими, щоб нести рухомий такелаж. У пізній Античності фок-щогла майже втратила свій нахил, стала встановлюватися вертикально на деяких типах кораблів.

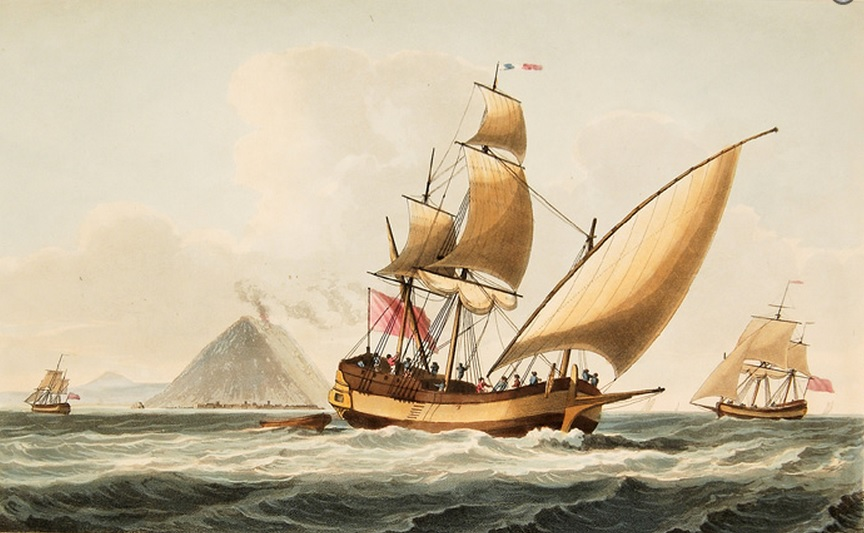
Латинський фок полакра

З початком раннього Середньовіччя вітрильне озброєння на Середземному морі зазнало фундаментальної трансформації: вживане доти на малих суднах латинське вітрило повністю витіснило прямі вітрила, які практично не згадувалися аж до XIV століття (проте, вони залишалися панівними в Північній Європі). Дромон (бірема з веслами і латинським озброєнням візантійського флоту), практично завжди мав два вітрила, причому фок був більшим за грот. Довжина фок-щогли оцінюється в 12 м — дещо менше, ніж у щогл тодішніх гребних військових суден Карла I Анжуйського.
Багатощоглові кораблі повернулися у Середземномор'я в Пізньому Середньовіччі. Потреба в більшій кількості вітрил росла із зростанням тоннажу. На відміну від Античності, де фок був другим вітрилом після грота, на середньовічних кораблях фок з'явився третім вітрилом після бізані, свідчення чому датується серединою XIV століття. Необхідність врівноважити судно з гротом і бізанню призвела до появи передньої щогли з фоком. Трищоглові кораблі з прямими і латинськими вітрилами, навісним стерном узвичаїлися з початком XV століття, отримавши всі необхідні вдосконалення для майбутніх трансокеанічних плавань у Добу великих географічних відкриттів.